# Ghem TV 스타리그
ghem TV 스타리그(ghem TV Starleague)는 ghem TV에서 개최하였던 스타크래프트 대회이다. 2003년 5월 봄개편 때 채널명을 게임 TV로 변경한 후에는 게임 TV 스타리그(game TV Starleague)로 명칭이 변경되었다.

## 역사

### 남성부
- 제1차 ghem TV 스타리그
  - 우승: 한웅렬, 준우승: 기욤 패트리
- 제2차 ghem TV 스타리그
  - 우승: 강도경, 준우승: 박경락
- 제3차 ghem TV 스타리그
  - 우승: 이윤열, 준우승: 강도경

### 여성부
- 제1차 ghem TV 스타리그 여성부
  - 우승: 김가을, 준우승: 이혜영
- 제2차 ghem TV 스타리그 여성부
  - 우승: 김지혜, 준우승: 김가을
- 제3차 ghem TV 스타리그 여성부
  - 우승: 김지혜, 준우승: 김영미
- 제4차 game TV 스타리그 여성부
  - 우승: 서지수, 준우승: 이종미
- 스카이라이프배 game TV 스타리그 여성부 (5차)
  - 우승: 서지수, 준우승: 김영미
- 스카이라이프배 game TV 레이디스 스타 챔피언십 (6차)
  - 우승: 이종미, 준우승: 김영미